# Typ nomenklatoryczny
Typ nomenklatoryczny – w systematyce biologicznej organizm wiązany z określonym taksonem i określający zakres jego stosowania.
Typem nomenklatorycznym gatunku oraz taksonu wewnątrzgatunkowego jest pojedynczy okaz (np. okaz zielnikowy rośliny), ewentualnie ilustracja. Typem nomenklatorycznym rodzaju i wszystkich taksonów pomocniczych o randze pośredniej między rodzajem a gatunkiem jest gatunek typowy. Typem dla rodziny i taksonów pomocniczych o randze pośredniej między rodziną a rodzajem jest rodzaj typowy.
Z typami nomenklatorycznymi związane są następujące pojęcia stosowane w taksonomii:
- holotyp – typ nomenklatoryczny wskazany przez autora nazwy naukowej taksonu
- izotyp – dublety holotypu (tylko w nomenklaturze botanicznej)
- syntyp – jeden z okazów lub taksonów wymienionych przez autora nazwy naukowej, który nie wskazał holotypu
- paratyp
- lektotyp – okaz lub takson wybrany spośród syntypów lub izotypów mający służyć jako typ nomenklatoryczny
- neotyp – typ nomenklatoryczny wybrany wobec braku wszystkich powyższych.
- epityp – dodatkowy, wyjaśniający typ (okaz lub ilustracja) gatunku lub taksonu niższego rzędu, podawany, gdy holotyp, lektotyp lub neotyp z oryginalnej klasyfikacji są demonstracyjnie niejednoznaczne lub niewystarczające[1].

Miejsce, z którego pochodzą osobniki typu nomenklatorycznego, to miejsce typowe (locus typicus).